# Martin Cimander
Martin Cimander (* 3. November 1981 in Ostfildern) ist ein deutscher Fußballspieler und -trainer. Cimander spielte 17 Jahre bei der SG Sonnenhof Großaspach und stieg mit dem Team von der Landesliga bis in die 3. Liga auf.

## Spielerkarriere
Nach seinen Jugendstationen Stuttgarter Kickers und VfR Heilbronn wechselte Martin Cimander im Jahr 2000 zur SG Sonnenhof Großaspach, die zu dieser Zeit in der Landesliga Württemberg spielte. In der Saison 2001/02 sicherte er mit seiner Mannschaft sich die Meisterschaft in der Landesliga und stieg in die Verbandsliga Württemberg auf. Drei Jahre später schlossen die Großaspacher und Cimander die Verbandsliga als Tabellenerster ab und stiegen in die Oberliga Baden-Württemberg auf.
In der Saison 2008/09 wurde er und Großaspach in der nun fünfthöchsten Spielklasse Meister und stiegen in die Regionalliga Süd auf. Nach der Umstrukturierung der Regionalligen spielte Cimander mit seiner Mannschaft ab der Saison 2012/13 in der Regionalliga Südwest. In der Saison 2013/14 wurde die SG Sonnenhof Großaspach mit Cimander Meister in der Regionalliga und qualifizierte sich für die Aufstiegsspiele um die 3. Liga. In den Aufstiegsspielen setzte sich die SG Großaspach mit 0:0 im Hinspiel und 1:0 im Rückspiel gegen die zweite Mannschaft des VfL Wolfsburg durch; Cimander stieg mit der SG Sonnenhof Großaspach zum vierten Mal in seiner Karriere auf.
Im Mai 2014 unterschrieb Cimander bei der SG Großaspach einen neuen bis 2017 gültigen Vertrag und ist seitdem als Stand-by-Spieler und Co-Trainer tätig. Als Spieler kam er am 23. Mai 2015 zu seinem Debüt in der 3. Liga bei der 0:1-Niederlage gegen Arminia Bielefeld, als er in der 83. Minute für Simon Skarlatidis eingewechselt wurde.
Cimander ist mit wettbewerbsübergreifend 373 Einsätzen der Rekordspieler der SG Sonnenhof Großaspach. 2018 schloss er sich dem Bezirksligisten TSV Nellmersbach an.

## Trainerkarriere
Seit der Saison 2014/15 ist er Co-Trainer bei der SG Sonnenhof Großaspach, 2018 beendete er diese Tätigkeit.

## Erfolge
- WFV-Pokal-Sieger: 2009
- Aufstieg in die 3. Liga: 2014
- Meister in der Regionalliga Südwest: 2014
- Meister in der Oberliga Baden-Württemberg: 2009
- Meister in der Verbandsliga Württemberg: 2005
- Meister in der Landesliga Württemberg: 2002

## Sonstiges
Cimanders Vater Waldemar Cimander war ebenfalls Fußballspieler.